# Palais Bellisomi Vistarino
Le palais Bellisomi Vistarino (en italien : Palazzo Bellisomi Vistarino) est un palais du XVIIIe siècle situé dans la ville de Pavie et l'un des exemples les plus importants du rococo lombard.

## Historie
La famille aristocratique Bellisomi est d'origine ancienne de Pavie. Des juristes, des administrateurs, des ecclésiastiques émergent, parmi lesquels le plus célèbre est Carlo (1736-1808), qui mène une carrière diplomatique, devenant d'abord nonce en Pologne puis à Lisbonne, en 1783 il est créé cardinal et en 1795 évêque de Cesena. Il participe activement à la Consulte de Lyon en 1801. La famille Bellisomi s'installe dans cette maison noble de la paroisse de Santa Maria Corte Cremona (où se trouve le palais) entre 1610 et 1619, lorsque Nicola Annibale, premier marquis de Frascarolo, quitte la maison voisine dans la paroisse de San Michele où résidait la famille depuis le XVe siècle.
Vers 1720, la famille aristocratique décide de remodeler son palais urbain selon les exigences des nouvelles modes artistiques, mais les travaux durent longtemps, jusqu'à ce que, à partir de 1745, Gaetano Annibale Bellisomi, grâce à l'immense patrimoine accumulé, donne de nouveaux impulsion au chantier. Gaetano Annibale était un homme d'une grande culture et aux intérêts multiples, des sciences aux arts, un bibliophile passionné (la bibliothèque Bellisomi était l'une des plus grandes de la ville) et un grand collectionneur d'antiquités, notamment de monnaies anciennes. Dans le palais, il créa un musée antiquaire, également riche en collections naturalistes, qui attirait également des visiteurs d'autres villes italiennes et au-delà.
Le palais a été conçu par Francesco Croce, l'un des plus grands architectes milanais de l'époque, tandis que le peintre crémonais Giovanni Angelo Borroni a été sollicité pour les fresques. À la mort de Gaetano Annibale Bellisomi, en 1747, la rénovation du bâtiment fut réalisée par son épouse, Marie Anne Thérèse de la Corcelle Percy, et les travaux furent achevés en 1753. L'élégant bâtiment était à l'origine richement meublé, on le sait en Gaetano Annibale apporta des meubles de France et, par l'intermédiaire du marquis Antoniotto Botta Adorno (haut officier de la monarchie des Habsbourg et plénipotentiaire des Pays-Bas autrichiens), des tapisseries flamandes de Bruxelles. Au XIXe siècle, la propriété du bâtiment passa aux comtes Giorgi di Vistarino, qui remodelèrent la décoration de certaines pièces selon le goût de l'époque. Après plusieurs passages, le bâtiment est devenu la propriété de l'Université de Pavie qui, après d'importantes rénovations commencées en 2007, est depuis 2013 le siège de la fondation Alma Mater Ticinensis.

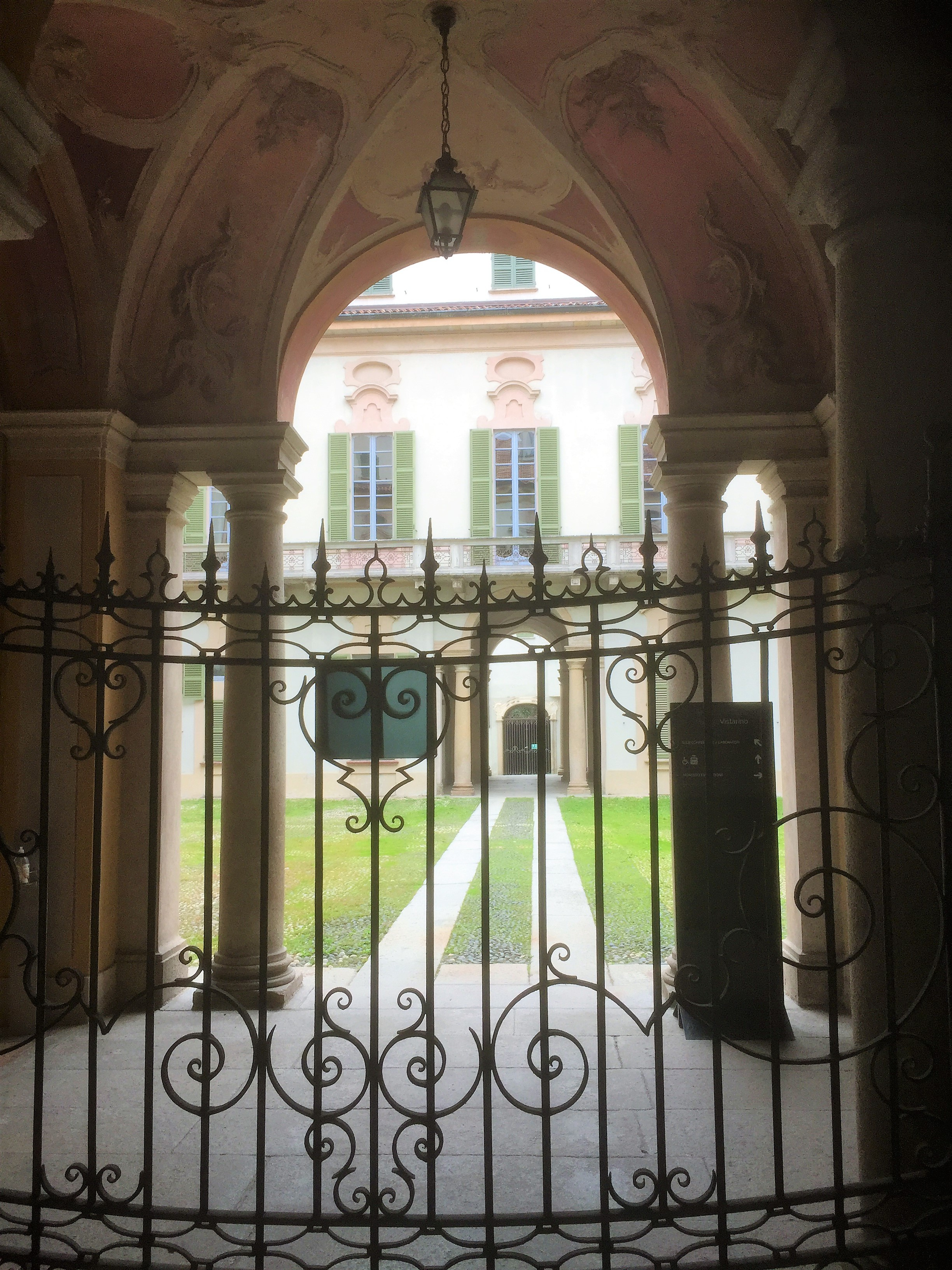
La première cour du palais.
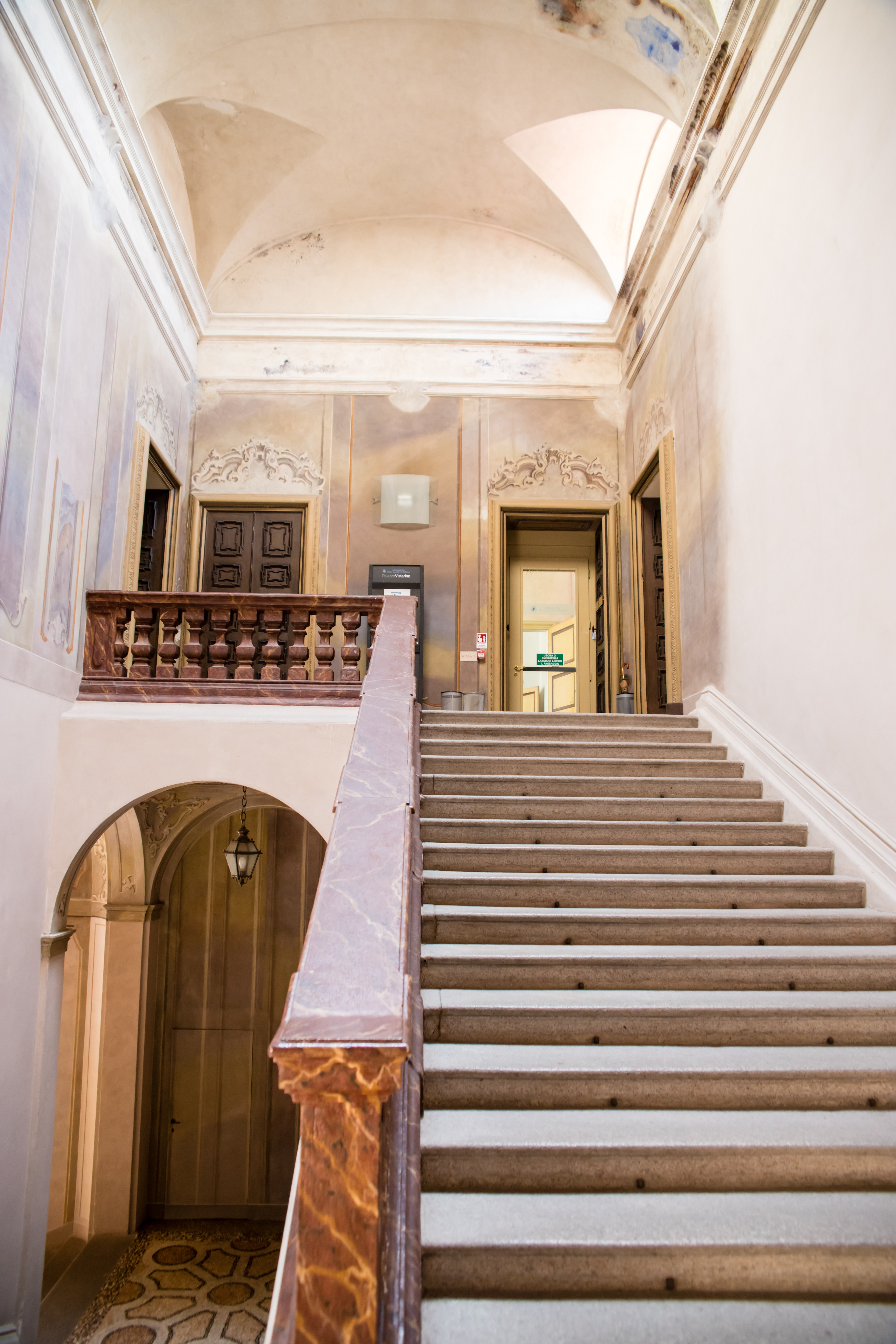
Le grand escalier.
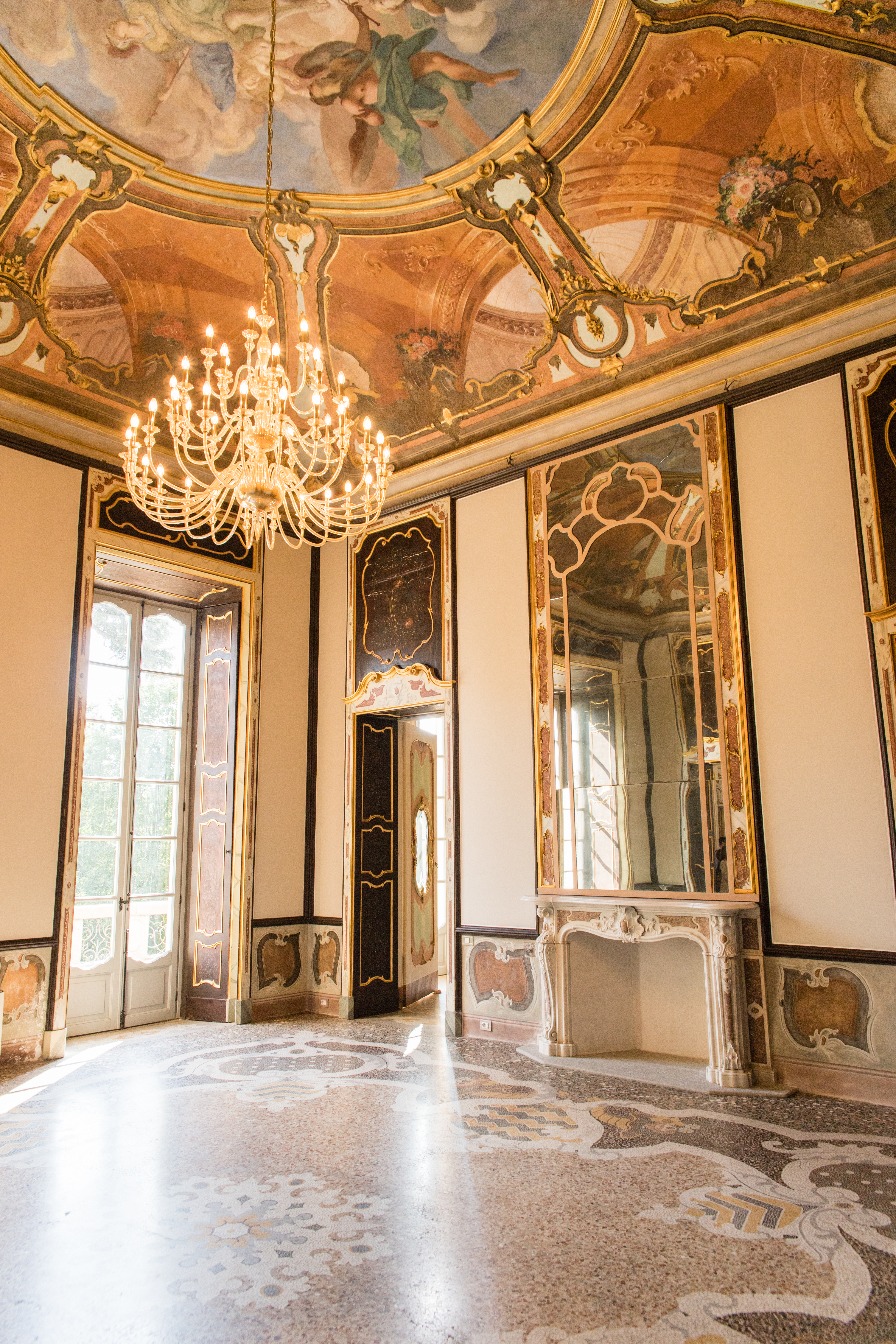
Une des salles intérieures avec des fresques de Giovanni Angelo Borroni.
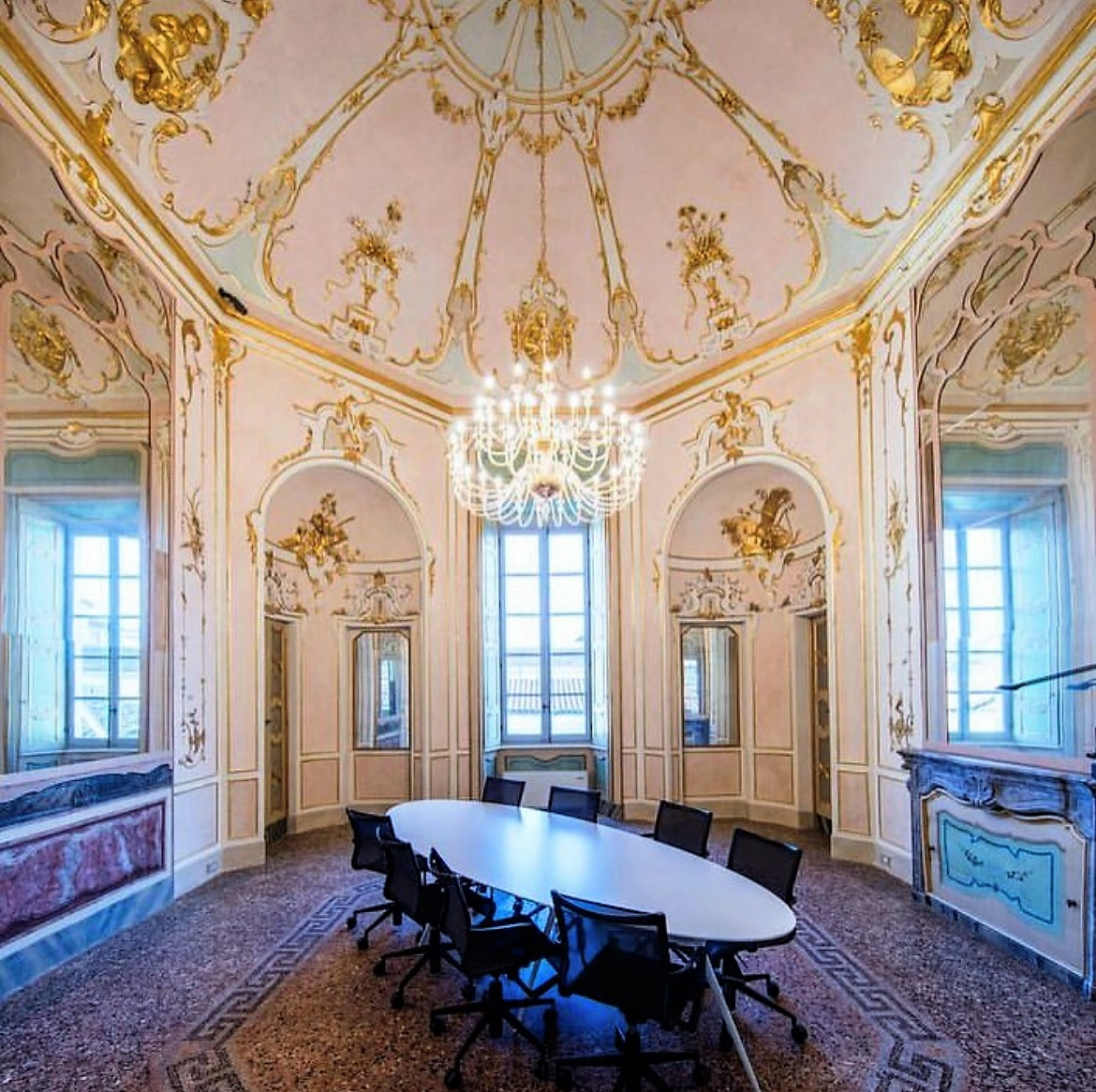
Chambre rose.
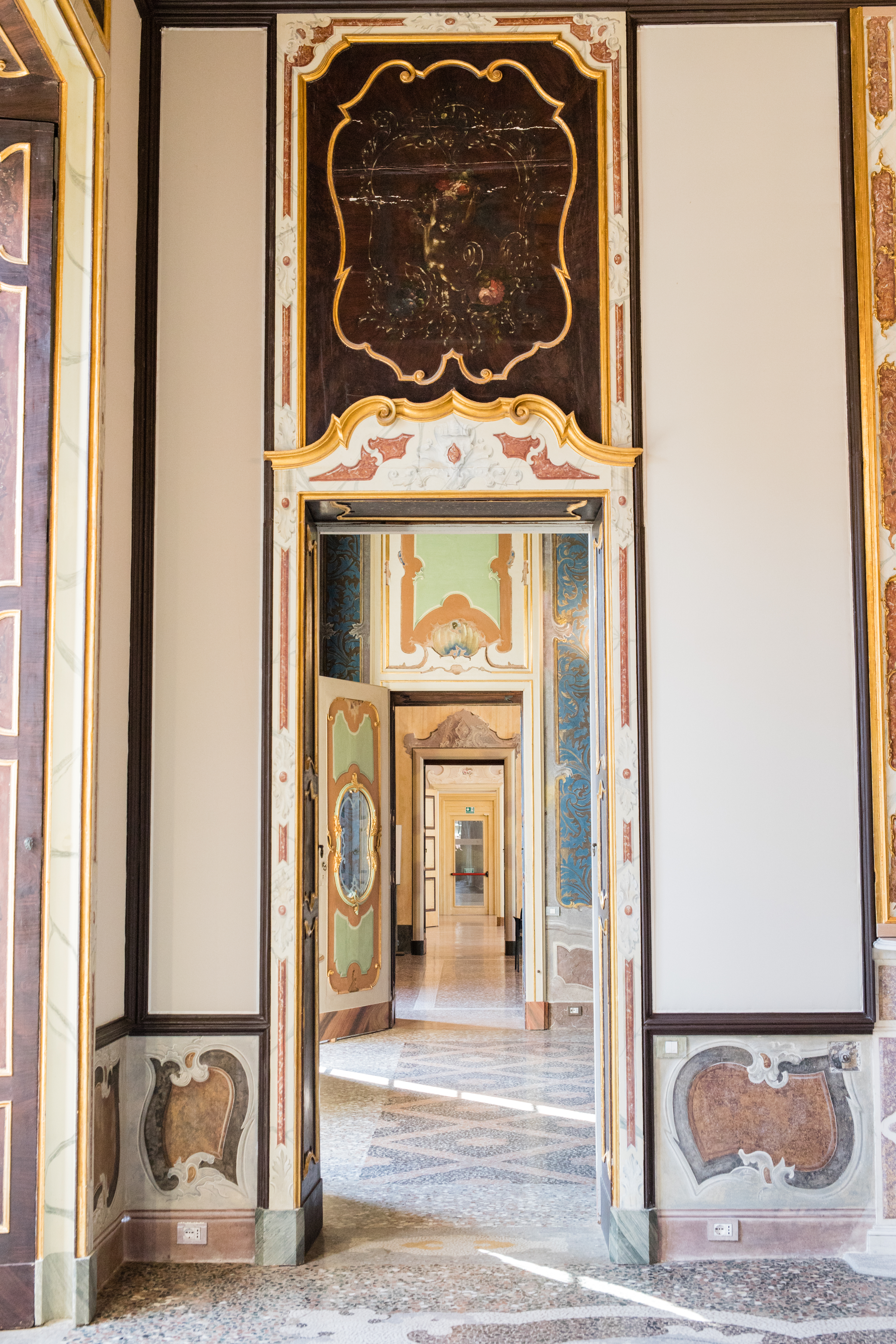
Un des couloirs.
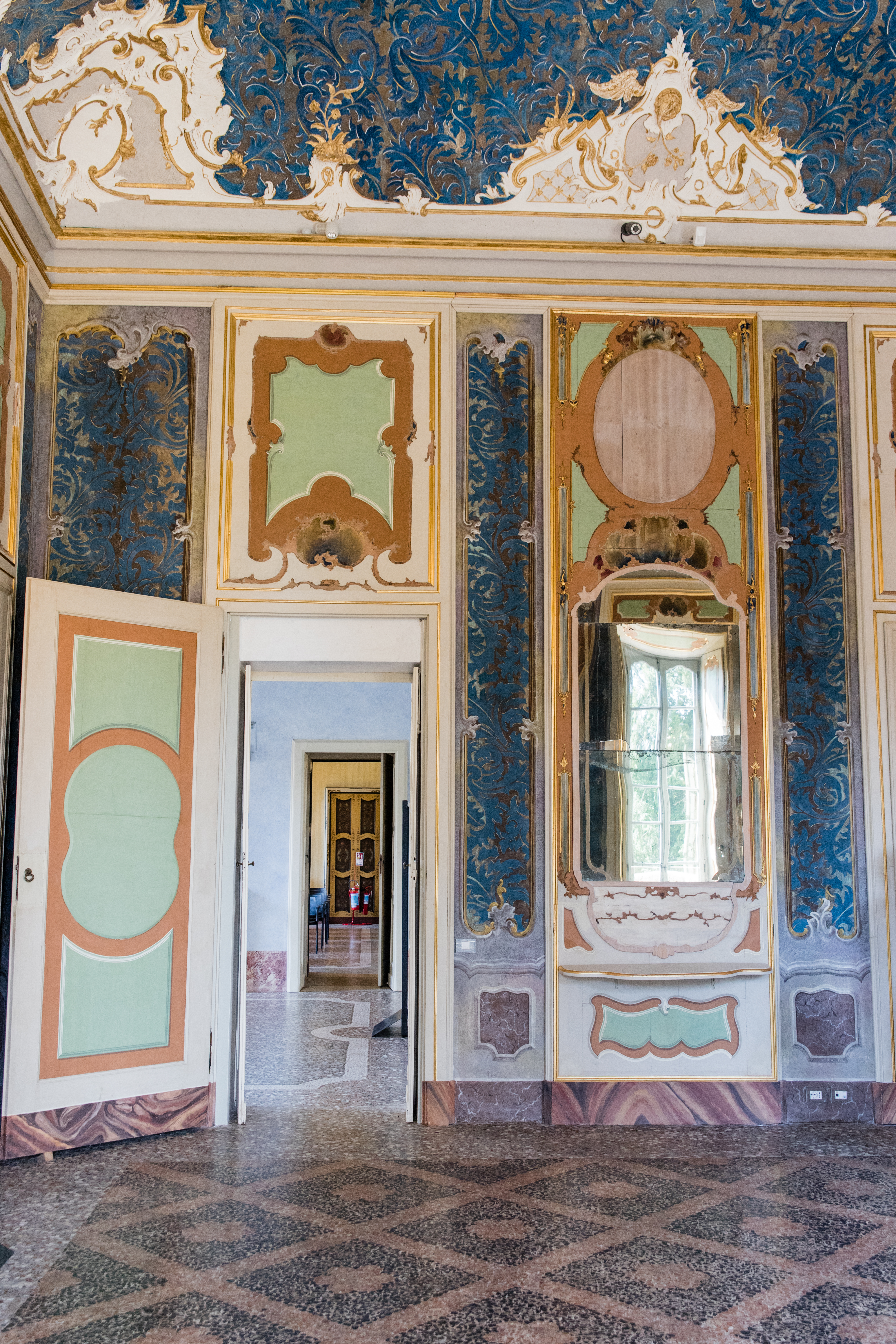
Chambre bleue.

## Architecture
Le complexe, qui occupe une superficie de pas moins de 5.600 m2, s'organise autour de la cour noble, de la cour de service et du grand jardin, qui surplombe le Tessin depuis un belvédère.
Le bâtiment possède également une chapelle, dédiée aux saints Simon et Judas, et des écuries. Les écuries, situées dans une aile latérale du bâtiment, à l'écart des zones résidentielles, sont divisées par une double rangée de hautes colonnes en granit et sont couvertes de coupoles. Aux écuries, il y a une pièce où étaient autrefois garées les voitures familiales. Un escalier permet d'accéder aux différentes pièces de l'aile principale du bâtiment, qui sont ensuite reliées aux ailes intermédiaires.
Le bâtiment se caractérise également par la diversité des deux façades : simple et rationnelle celle donnant sur via Sant'Ennodio, scénographique et animée, grâce également au porche et à la terrasse, celle donnant sur le jardin.
Francesco Croce a conçu le bâtiment de telle manière que l'ensemble du complexe semble avoir été construit au même niveau, mais en réalité la partie nord du bâtiment, la première cour et la partie sud orientée vers le Tessin ont une différence de hauteur de plus de cinq mètres.